# 蜜 (電影)
《蜜》（土耳其語：Bal）是一部2010年由土耳其導演森米·卡潘諾古執導的電影，與前兩部電影《卵》、《乳》組成「約瑟夫三部曲」。本部片榮獲第60屆柏林影展金熊獎，第三部獲得此獎項的土耳其電影；《蜜》接著代表土耳其參加奧斯卡最佳外語片獎，但最後並未獲得提名。

## 劇情
在偏遠且低度開發的東部黑海地區，因為森林中蜜蜂越來越少了，養蜂人父親前往更遠的深山尋找蜂窩時發生意外失蹤了，口吃的六歲男孩約瑟夫與母親不知該如何是好，只好冀望好鄰居在森林裡尋找父親能出現好消息；在母親日益瀕臨崩潰的情況下，約瑟夫決定親自到森林裡找尋失蹤的父親。

## 外部連結
- 爛番茄上《蜜》的資料（英文）
- 互联网电影数据库（IMDb）上《蜜》的资料（英文）
- 豆瓣电影上《蜜》的資料 （简体中文）